# Koszmosz–24
A Koszmosz–24 (oroszul: Космос 24) a szovjet Koszmosz műhold-sorozat tagja. Zenyit–2 felderítő műhold.

## Küldetés
Adatgyűjtését folytatott a Föld sugárzási övezeteinek vizsgálatához. Szolgálatával az emberrel végrehajtott űrrepüléseket segítette.

## Jellemzői
Kettős, katonai és polgári (tudományos) rendeltetésű, az OKB–1 tervezőirodában kifejlesztett műhold. A Zenyit–2 ember szállítására fejlesztett űreszköz, hasznos terében helyezték el a műszereket.
1963. december 19-én a Bajkonuri űrrepülőtér indítóállomásról egy Vosztok–2 (8А92) típusú hordozórakétával juttatták alacsony Föld körüli pályára. A 90,5 perces, 65 fokos hajlásszögű, elliptikus pálya elemei: perigeuma 211 kilométer, apogeuma 408 kilométer volt. Hasznos tömege 4730 kilogramm.
A sorozat felépítését, szerkezetét, alapvető fedélzeti rendszereit tekintve egységesített, szabványosított tudományos-kutató űreszköz. Áramforrása kémiai akkumulátor, szolgálati ideje maximum 12 nap.
A fedélzeten elhelyezett rádióadó által sugárzott jelek fáziskülönbségének méréséből következtetéseket lehetett levonni az ionoszféra szerkezetéről. Az éjszakai ionoszféra F-rétege magasságbeli és kiterjedésbeli inhomogenitásainak mérése a 20 MHz-es fedélzeti adó jeleinek fluktuációváltozásaiból történt. Kamerái SZA-10 (0,2 méter felbontású), SZA-20 (1 méter felbontású) típusú eszközök voltak. Elektrosztatikus gömbcsapdával is felszerelték.
1963. december 28-án földi parancsra belépett a légkörbe és hagyományos módon – ejtőernyős leereszkedés – visszatért a Földre.